# Buena Vista, Tlaltetela
Buena Vista är en ort i Mexiko.   Den ligger i kommunen Tlaltetela och delstaten Veracruz, i den sydöstra delen av landet, 250 km öster om huvudstaden Mexico City. Buena Vista ligger 671 meter över havet och antalet invånare är 299.
Terrängen runt Buena Vista är kuperad. Runt Buena Vista är det ganska tätbefolkat, med 62 invånare per kvadratkilometer. Närmaste större samhälle är Tuzamapan, 14,9 km nordväst om Buena Vista. I omgivningarna runt Buena Vista växer huvudsakligen savannskog.